# Île de Marawah
Marawah , (en arabe : مَرَوَح) est une île basse située au large des côtes de la région occidentale de l'émirat d'Abu Dhabi, aux Émirats arabes unis. Elle se trouve à quinze kilomètres au nord du Khor al-Bazm, le long de la côte d'Abu Dhabi dans le sud du golfe.

## Géologie et géographie
L'île a été formée de plates-formes calcaires du Pléistocène reliées par des dépôts de sable et de plage de l'Holocène et des parcelles intermédiaires de Sebkha. Marawah est situé à 100 kilomètres à l'ouest de la ville et de la capitale, Abu Dhabi. Elle mesure environ treize kilomètres d'est en ouest et 5,5 kilomètres du nord au sud. Il y a trois îles à proximité de Marawah : la petite île d'Al Fiyah à l'ouest, l'île de Junaina au sud-est et l'île d'Abu al Abyad à l'est.[réf. nécessaire]

## Environnement et protection
L'île de Marawah se trouve dans la réserve de biosphère de Marawah, reconnue par l'Organisation des Nations Unies pour l'éducation, la science et la culture, et est une des six aires marines protégées du réseau Zayed d'aires protégées, un réseau géré par l'Agence pour l'environnement d'Abu Dhabi ,.

## Histoire
L'Occident a connu l'existence de cette île vers 1829 lorsque la Compagnie britannique des Indes orientales a noté son emplacement dans une étude nautique du golfe Persique.[réf. nécessaire]

## Archéologie
Bien que propriété privée, l'île est un haut lieu de l'archéologie. Des fouilles récentes ont révélé une petite perle naturelle datée au carbone de 5800/5600 avant notre ère ,. Elle est exposée au Louvre Abou Dabi.
En 1992, l'Abu Dhabi Islands Archaeological Survey (ADIAS) a réalisé une étude préliminaire de l'île. Les archéologues ont identifié treize sites datant du néolithique, et y ont exhumé des pointes de flèches et des fragments de poterie.
En 2000, ont été découverts des restes d'une église chrétienne, vraisemblablement nestorienne.
En 2004, ADIAS a découvert le plus ancien squelette humain jamais trouvé dans la région parmi les vestiges d'édifices néolithiques et plus de 200 outils en silex. De l'ADN a été extrait de dents récupérées sur le site et il a été déterminé que les restes avaient environ 7 500 ans.